# Herb Holandii
Herb Holandii wywodzi się z XIII-wiecznego herbu królewskiej dynastii Orańskiej-Nassau (lew). W czasie okupacji hiszpańskiej 7 prowincji utworzyło parlament i za herb przyjęto lwa trzymającego w jednej łapie 7 strzał, a w drugiej miecz — symbol mocy. Gdy siedem prowincji zjednoczyło się, tworząc obecną Holandię, zredukowano do siedmiu liczbę strzał. Pod tarczą herbową umieszczony jest francuski napis: Je maintiendrai ("Utrzymam"). Powyżej tarczy herbowej – królewska korona Holandii.

## Historyczne wersje herbu

Herb Republiki Zjednoczonych Prowincji
Herb królestwa Holandii w latach 1806–1810
Herb w latach 1815–1907